# ألبرت كيفيكاس
ألبرت كيفيكاس (بالإنجليزية: Albert Kivikas) (18 يناير 1989 - 19 مايو 1978) هو كاتب وصحافي إستوني. درس في جامعة تارتو، اشتهر بكتابة وتأليف عدد من الكتب، من أهمها كتاب (بالإستونية: Nimed marmortahvlil) (يُنقحر نيميد مارمورتاهفيل [الإنجليزية]) الذي يتحدث عن حرب الاستقلال الإستونية.